# 2-я армия (Италия, Вторая мировая война)
2-я армия (итал. 2 Armata) — итальянская армия, принимавшая участие во Второй мировой войне. 
Армия участвовала в сражениях на территории Югославии.

## Боевой путь
Армия была сформирована в июне 1938 года. В мае 1941 армия приняла участия во Вторжении в Югославию с территории Венеции-Джулии. Разгромив 7-ю югославскую армию, оккупировала западную часть Словении и побережье Далмации. Эти территории в дальнейшем были аннексированы Италией. В последующие два года 2-я армия базировалась на оккупированных ей территориях, где принимала участие в борьбе с партизанами. После капитуляции Италии в сентябре 1943, часть солдат попала в плен к немецким и хорватским войскам, а отдельные части присоединились к антифашистским партизанам.

### Состав
На 6 апреля 1941 года (начало Югославской операции):
- управление
- 5-й армейский корпус
  - 15-я пехотная дивизия «Бергамо»
  - 57-я пехотная дивизия «Ломбардия»
- 6-й армейский корпус
  - 12-я пехотная дивизия «Сассари»
  - 20-я пехотная дивизия «Фриули»
  - 26-я пехотная дивизия «Ассиета»
- 11-й армейский корпус
  - 3-я пехотная дивизия «Равенна»
  - 13-я пехотная дивизия «Ре»
  - 14-я пехотная дивизия «Исонзо»
  - 3-я Альпийская группа
- Моторизованный армейский корпус
  - 9-я пехотная дивизия «Пасубио»
  - 52-я пехотная дивизия «Турин»
  - 133-я танковая дивизия «Литтория»
- Кавалерийский корпус
  - 1-я кавалерийская дивизия «Евгений Савойский»
  - 2-я кавалерийская дивизия «Эммануил Филиберт»
  - 3-я кавалерийская дивизия «Принц Амадей, герцог Аостский»
- пограничные части
- Зона командования «Зара»
- резервные части и соединения

## Командующие армией
- генерал Витторио Амброзио (1938—1942)
- генерал Марио Роатта (1942—1943)
- генерал Марио Роботти (1943—1945)